# Haematopota kaulbacki
Haematopota kaulbacki är en tvåvingeart som beskrevs av Stone och Philip 1974. Haematopota kaulbacki ingår i släktet Haematopota och familjen bromsar.
Artens utbredningsområde är Myanmar. Inga underarter finns listade i Catalogue of Life.